# Diego Palacios
Diego José Palacios Espinoza (* 12. Juli 1999 in Guayaquil), auch bekannt als Chiqui Palacios, ist ein ecuadorianischer Fußballspieler, der seit August 2019 bei der MLS-Franchise Los Angeles FC unter Vertrag steht. Der linke Außenverteidiger ist seit Oktober 2018 ecuadorianischer Nationalspieler.

## Karriere

### Verein
Der in Guayaquil geborene Diego Palacios wechselte im Februar 2016 in die Nachwuchsabteilung der SD Aucas, nachdem er zuvor in den Jugendmannschaften des CS Norte América und CD Azogues gespielt hatte. Im Spieljahr 2018 war er beim Verein aus Quito unumstrittener Stammspieler und bestritt bis zu seinem Wechsel 23 Ligaspiele, in denen er ein Tor erzielte. Diesen Treffer machte er am 10. Juli 2018 (21. Spieltag der Primera Etapa) beim 3:1-Heimsieg gegen Independiente del Valle.
Am 23. Juli 2018 wechselte Chiqui Palacios auf Leihbasis für die gesamte Saison 2018/19 zum niederländischen Ehrendivisionär Willem II Tilburg. Sein Debüt bestritt er am 11. August 2018 (1. Spieltag) bei der 0:1-Heimniederlage gegen die VVV-Venlo. Am 30. September (7. Spieltag) flog er bei der 1:2-Auswärtsniederlage gegen den BV De Graafschap nach etwas mehr als einer gespielten Stunde mit „gelb-rot“ vom Platz und wurde im Anschluss für ein Spiel gesperrt. Trotz dieses Rückschlags war er in dieser Saison Stammspieler und absolvierte 27 Ligaspiele, bevor er zur SD Aucas zurückkehrte.
Am 7. August 2019 wechselte der linke Außenverteidiger zur MLS-Franchise Los Angeles FC. Über die Ablösesumme wurde Stillschweigen vereinbart. Erst am 6. Oktober 2019, dem vorletzten Spieltag des Spieljahres 2019, beim 1:1-Unentschieden gegen Minnesota United debütierte Palacios für seinen neuen Arbeitgeber. Nachdem er am letzten Spieltag einen Kurzeinsatz absolviert hatte, wurde er in den Play-offs nicht berücksichtigt.
In der nächsten Saison 2020 spielte er bereits regelmäßig und absolvierte 18 Ligaspiele. In LA blieb der Spieler bis zum Saisonende 2023. Dann wechselte er Anfang 2024 nach Brasilien zu Corinthians São Paulo, wo ihn jedoch eine kim Januar erlittene Knieverletzung für den Rest des Jahres ausfallen ließ.

### Nationalmannschaft
Im Oktober 2016 spielte Diego Palacios erstmals für die ecuadorianische U20-Nationalmannschaft. Mit dieser Auswahl nahm er an der U20-Südamerikameisterschaft 2019 in Chile teil, wo er in acht Spielen zum Einsatz kam, mit La Tri diesen Wettbewerb gewann und in die Mannschaft des Turniers gewählt wurde. Er war auch bei der U20-Weltmeisterschaft in Polen im selben Jahr im Einsatz, bestritt alle sieben Spiele und erreichte mit der Mannschaft den dritten Platz.
Am 12. Oktober 2018 bestritt er bei der 3:4-Testspielniederlage gegen Katar sein Debüt in der ecuadorianischem A-Nationalmannschaft. Danach nahm Palacios an Spielen zur Fußball-Weltmeisterschaft Qualifikation für die Fußball-Weltmeisterschaft 2022 teil sowie der Copa América 2021 (zwei Spiele) teil.

## Erfolge
Ecuador U20
- U19-Südamerikameister: 2019
- U20-Weltmeisterschaft: 2019 Dritter Platz